# Смехов, Вениамин Борисович
Вениами́н Бори́сович Сме́хов (род. 10 августа 1940, Москва, РСФСР, СССР) — советский и российский актёр театра, кино, телевидения и дубляжа, режиссёр телеспектаклей и документального кино, сценарист, телеведущий, литератор; лауреат художественной премии «Петрополь» (2000), Царскосельской художественной премии (2009, 2023) и премии «Книжный червь» (2020). Кавалер ордена «За заслуги перед Отечеством» IV степени (2020). Лауреат Российской национальной актёрской премии «Фигаро» (2021).

## Биография
Родился 10 августа 1940 года в Москве в еврейской семье. Детство провёл на 2-й Мещанской улице (ныне улица Гиляровского). Впервые увидел своего отца в 1945 году, когда тот вернулся с войны.
В 1947—1957 годах учился в школе № 235 в Пальчиковом переулке (ныне застроенном), посещал драмкружок при Дворце пионеров Дзержинского района Москвы (на ул. Дурова). Руководила кружком В. И. Стручкова, а опекал Ролан Быков.
В 1957 году был принят в Театральное училище им. Б. В. Щукина при Театре им. Е. Вахтангова (курс В. А. Этуша); учиться в этом училище Смехову посоветовал его дядя — Лев Смехов. В 1958 году был отчислен и переведён на 2-й курс как «вольнослушатель с испытательным сроком». В апреле 1959 года был опять причислен к студентам. Его дипломные спектакли: «Мещанин во дворянстве» Ж. Б. Мольер (роль Ковьеля), «Горячее сердце» А. Островский (роль Наркиса). В 1961 году, по окончании театрального училища, по распределению направлен в Куйбышевский драмтеатр, где работал ровно год.
Вернувшись в Москву, в ноябре 1962 года был принят режиссёром А. К. Плотниковым в труппу Московского театра драмы и комедии; в январе 1964 года главным режиссёром этого театра стал Юрий Любимов, реорганизовавший театр, который стал широко известен как Театр на Таганке.
С 1985 по 1987 годы работал в театре «Современник», куда ушёл вместе с Леонидом Филатовым и Виталием Шаповаловым во время изгнания Ю. П. Любимова из СССР. С 1987 по 1998 год вновь в труппе Театра на Таганке.
Снимался в кино с 1968 года, но обрёл популярность только после исполнения роли Атоса в телефильме «Д’Артаньян и три мушкетёра» (Одесская киностудия, 1978). Снялся также и во всех его продолжениях.
С 1967 года работает внештатным режиссёром на телевидении (Главная редакция литературно-драматических программ Гостелерадио СССР). Первая работа — телевизионный спектакль «День Маяковского» в цикле «Поэтический театр» по собственному сценарию.
С 1990 года в качестве режиссёра стал ставить драматические спектакли, телеспектакли и оперы в России и за рубежом (при этом изредка играя в Театре на Таганке, когда приезжал в Россию), несколько лет преподавал актёрское мастерство в университетах США. 

«В 1990-м году я договорился с Любимовым, что больше играть не буду. Но совсем уйти я не смог: примерно тогда начался страшный скандал и раскол театра, поэтому я принципиально оставил свой портрет висеть в фотогалерее артистов, а сам приходил в театр только чтобы сыграть два спектакля — „Мастера и Маргариту“ и ещё „Дом на набережной“. Это длилось восемь лет, а потом… Потом появился выбор.
Первое предложение поставить спектакль за границей было от очень сильного музыкального продюсера Германии Клауса Шульца, который предложил мне и Давиду Боровскому, лучшему, наверное, художнику театра, поставить в Ахене (Западная Германия) оперный спектакль „Любовь к трём апельсинам“ Прокофьева».
(из интервью В. Смехова)
В 1998 году выпустил в США серию компакт-дисков «Библиотека русской классики» (впоследствии записи фирмы «Атос-аудиокнига» были переизданы ИД «Союз»).
С начала 2000-х годов начитал около 20 сольных аудиокниг, вышло большое количество аудиокниг-сборников. 

«Книга вслух — особый жанр, где нельзя быть слишком чтецом, так как это скучно и неинтересно, и нельзя быть слишком актёром, чтобы не получился „театр у микрофона“».
(из интервью В. Смехова)
В 2011 году вернулся в Театр на Таганке как приглашённый актёр. Дважды выходил на сцену в роли Воланда в спектакле «Мастер и Маргарита» — в память актёра Всеволода Соболева и на 50-летие Театра на Таганке. Как режиссёр ставил в Театре на Таганке два спектакля — «Нет лет» (2013) и «Флейта-позвоночник» (2015, совместно с Г. Аксёновой).
Принимал участие в театрализованных онлайн-чтениях произведений А. П. Чехова «Чехов жив» (25 сентября 2015 года), Л. Н. Толстого «Война и мир. Читаем роман» (8 декабря 2015 года), Google-чтениях романа М. А. Булгакова «Мастер и Маргарита. Я там был» (12 ноября 2016 года). Записывал аудиогиды для выставок Государственной Третьяковской Галереи «Roma Aeterna. Шедевры Пинакотеки Ватикана», «Зинаида Серебрякова», «Илья Репин», «Василий Поленов», ГМИИ им. А. С. Пушкина «Хаим Сутин. Ретроспектива», а также является официальным голосом медиапроекта тульского Музея станка. Чтец «Тотального диктанта» 2017, 2018 и 2019 годов.
В октябре 2018 года Вениамин Смехов снялся в пятисерийном документальном фильме «Пока ещё мы вместе, или Мушкетёры сорок лет спустя» (режиссёр Вячеслав Каминский, автор сценария Максим Фёдоров), посвящённом созданию картин Георгия Юнгвальд-Хилькевича «Д’Артаньян и три мушкетёра», «Мушкетёры двадцать лет спустя», «Тайна королевы Анны, или Мушкетёры тридцать лет спустя» и «Возвращение мушкетёров, или Сокровища кардинала Мазарини».
Живёт в Москве, гастролирует со спектаклями и творческими вечерами по России и за рубежом, создаёт поэтические передачи и авторские документальные фильмы для телевидения. Является также автором нескольких книг (поэзия и проза), мемуаров.
В настоящее время занят как актёр в Театре Наций в спектакле «Последнее лето».

## Семья
Дед — Моисей Яковлевич Смехов, был бухгалтером.
Отец — Борис Моисеевич Смехов (10 января 1912, Гомель — 8 октября 2010, Ахен, Германия), участник Великой Отечественной войны, кавалер ордена Красной Звезды, профессор, доктор экономических наук.
Дядя по отцу — Лев Моисеевич Смехов (1908, Петровичи — 1978), книжный иллюстратор.
Двоюродные братья — художники Аркадий Львович Смехов (род. 17.06.1936) и Зиновий (Зелий) Львович Смехов (14.01.1939 — 26.01.2023).
Дед — Лейб (Лев) Аронович Шварцбург (1887—1968), родился в местечке Шпола Киевской губернии, затем переехал в Одессу; был сапожником. Бабушка — Рахиль Яковлевна Шварцбург (1891—1961).
Мать — Мария Львовна Шварцбург (1918—1996), врач-терапевт, заведующая отделением в московской поликлинике.

## Личная жизнь
Первая жена Алла Александровна Смехова (род. 4 мая 1940), редактор радио.
Дочь Елена Смехова (род. 1963), писательница. Внук Леонид Смехов (род. 1987), преподаватель ораторского искусства, автор двух книг «Популярная риторика», телеведущий.
Дочь Алика (Алла) Смехова (род. 1968), актриса, певица; заслуженная артистка РФ (2008).

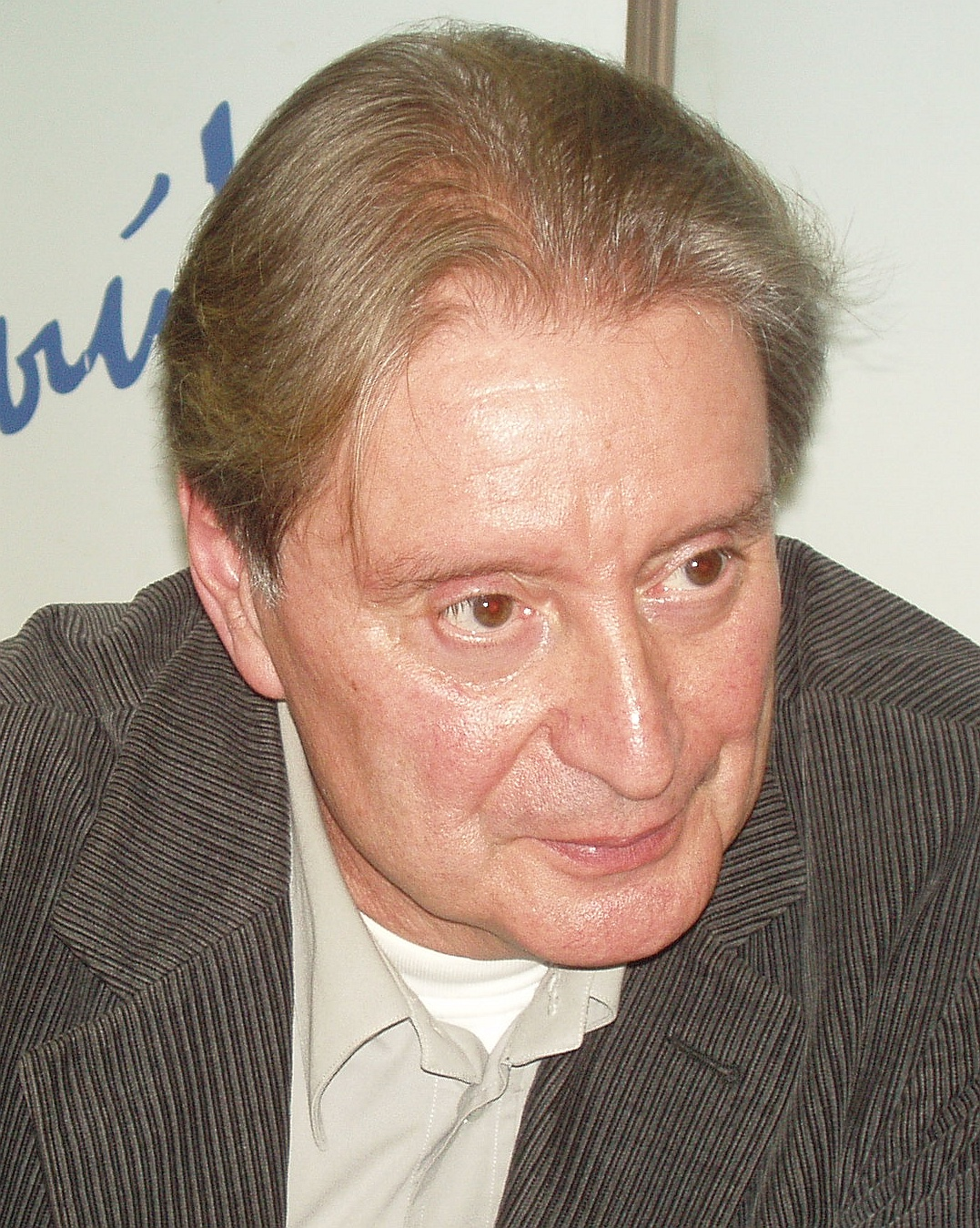

Вторая жена (с 3.01.1981 года) — Галина Аксёнова (род. 17 июля 1959), кандидат искусствоведения, доцент школы-студии МХАТ, киновед.

## Награды
- Орден «За заслуги перед Отечеством» IV степени (23 ноября 2020 года) — за большой вклад в развитие отечественной культуры и искусства, многолетнюю плодотворную деятельность[31]

## Роли в театре

### Театральное училище имени Щукина
- 1957—1961 годы
  - «Жестокость» — автор Нилин, (2 курс)
  - «Человек с ружьём» — Чибисов, (2 курс)
  - «Палата № 6» — Иван Дмитрич, (3 курс)
  - «Недоросль» — Адам Адамыч Вральман
  - «Горячее сердце» — Наркис, (4 курс)
  - «Мещанин во дворянстве» — Ковьель, (диплом)

### Куйбышевский театр драмы имени Горького
- 1961 год
  - «Океан» А. Штейн, постановка П. Монастырского — Часовников
  - «Осторожно листопад» С. Михалков, постановка П. Монастырского — Лейтенант Юра
  - «Дело Артамоновых» М. Горький, постановка П. Монастырского — Парадизов
  - «Звёздные ночи» И. Тумановская — Журналист Валерий Калитин
- 1962 год
  - «Рядом — человек» В. Молько, постановка Я. Киржнера — Борис Светлов
  - «Ричард III» У. Шекспир, постановка П. Монастырского — Кэтсби
  - «Опалённые Жизнью» Дж. П. Каллегари, постановка Я. Киржнера — Лелло Мескиари
  - «Егор Булычёв» М. Горький, постановка А. Гринича — Алексей Достигаев

### Московский театр драмы и комедии
- 1963 год
  - «Метель» Л. Леонов, постановка А. Плотникова — Мадали Ниязметов
  - «Даёшь Америку!» С. Ларионов, режиссёр П. Фоменко — Колумб № 2
  - «Правда приходит в дом» И. Каллаи, режиссёр Я. Губенко — Сын
  - «Факир на час» В.Дыховичный, М.Слободской, постановка А. Плотникова — фотокорреспондент Коля
  - «Микрорайон» Л. Карелин, режиссёр П. Фоменко — Бровастый агитатор
  - «Сказка про Солдата и Змею» Т. Габбе, постановка М. В. Попова — Врач

### Московский театр драмы и комедии на Таганке
- 1964 год
  - «Добрый человек из Сезуана» (по Б. Брехту). Постановка Ю. Любимова — 3-й Бог
  - «Герой нашего времени» по М. Лермонтову. Инсценировка Н. Эрдмана и Ю. Любимова, постановка Ю. Любимова — Автор, офицер
  - «Жан Бесстрашный» (пьеса Т. Габбе), режиссёр Б. Бреев — Врач
  - «Корова» (пьеса Н. Хикмета). Постановка П. Фоменко — Капитан-жених (Спектакль снят с репетиции)
- 1966 год
  - «Самоубийца» (пьеса Н. Эрдмана). Постановка Ю. Любимова. (Спектакль запрещён)
  - «Десять дней, которые потрясли мир» (по Дж. Риду) Постановка Ю. Любимова. — Сенатор; Прохожий с тростью; Делегат Думы; Красноармеец; Солдат в окопе; Лицо «Болота»; Министр
  - «Павшие и живые» — сценическая композиция Д. Самойлова, Ю. Любимова, Б. Грибанова. Постановка Ю. Любимова, режиссёр П. Фоменко. — И. Эренбург, Б. Слуцкий
  - «Антимиры» (по произведениям А. Вознесенского). Постановка Ю. Любимова
- 1966 год
  - «Жизнь Галилея» (пьеса Б. Брехта). Постановка Ю. Любимова. — Куратор Приули; Кардинал Беллармин
  - «Живой» (по повести Б. Можаева «Кузькина жизнь») — (Спектакль запрещён).
- 1967 год
  - «Послушайте!» (по произведениям В. Маяковского). Инсценировка Ю. Любимова и В. Смехова, постановка Ю. Любимова.(Маяковский-Циник)
- 1968 год
  - «Мокинпотт» («О том как г-н Мокинпотт от своих злосчастий избавился»). Постановка Ю. Любимова, режиссёр М. Левитин — Господь Бог, Врач, Адвокат
  - «Тартюф» (пьеса Ж. Б. Мольера). Постановка Ю. Любимова — Клеант
- 1969 год
  - «Мать» /по произведению М. Горького/. Постановка Ю.Любимова — Жандармский генерал
  - «Час пик» /по произведению Е. Ставинского/. Инсценировка В. Смехова, постановка Ю. Любимова — К. Максимович
- 1970 год
  - «Берегите ваши лица» (по произведениям А. Вознесенского). Постановка Ю. Любимова. (Спектакль прошёл три раза: 7 февраля и /утро-вечер/ 10 февраля, потом запрещён к показу)
- 1971 год
  - «Гамлет» (пьеса У. Шекспира). Постановка Ю. Любимова — Клавдий
- 1972 год
  - «Под кожей статуи Свободы» (по произведениям Е. Евтушенко). Постановка Ю. Любимова. Режиссёрская группа — Б. Глаголин, А. Васильев, В. Смехов, Л. Филатов
- 1973 год
  - «Товарищ, верь!» (по произведениям А. С. Пушкина). Инсценировка Ю. Любимова и Л. Целиковской, постановка Ю. Любимова.
  - «Бенефис. Актёры — А. Островскому» (по произведениям А. Островского). Постановка Ю. Любимова, Режиссёры — Б. Глаголин, А. Вилькин, В. Смехов.
- 1975 год
  - «Пристегните ремни!» (сценическая композиция Г. Бакланова и Ю. Любимова) Постановка Ю. Любимова. — Гера, корреспондент радио и телевидения
- 1977 год
  - «Мастер и Маргарита» (по роману М. Булгакова). Постановка Ю. Любимова, режиссёры А. Вилькин, Б. Глаголин — Воланд
- 1978 год
  - «Ревизская сказка» /по произведениям Н. Гоголя/. Постановка Ю. Любимова, режиссёр В. Смехов — Плюшкин; Литератор из «Разъезда»
  - «В поисках жанра» (сценическая композиция и постановка Ю.Любимова)
- 1980 год
  - «Дом на Набережной» (по роману Ю. Трифонова). Постановка Ю. Любимова — Дмитрий Глебов
- 1981 год
  - «Владимир Высоцкий» (сценическая композиция и постановка Ю.Любимова). (Спектакль показан два раза и запрещён)
  - «Борис Годунов» (пьеса А. С. Пушкина). Постановка Ю. Любимова. (Спектакль запрещён к показу).
- 1985 год
  - «На дне» (пьеса М. Горького). Постановка А. Эфроса — Барон

### «Современник»
- «Кабала святош» Ж.-Б. Мольер. Постановка И. Кваши. (Людовик Великий).
- «Близнец» М. Рощин. Постановка Г. Волчек. (Кирилл). Премьера — октябрь 1986 г.
- «Восточная трибуна» А. Галин. Постановка Л. Хейфеца (Вадим), 1985 г.
- «Дилетанты» (творческий вечер артистов театра). Премьера — 1 декабря 1987 г.

### Театр на Таганке
- 1988 год

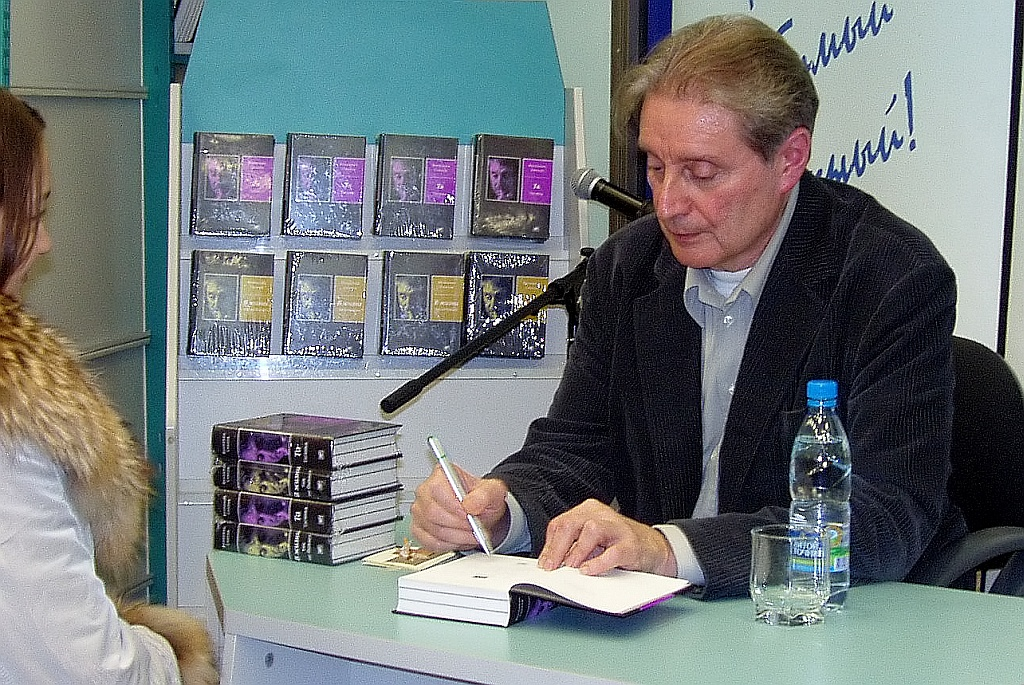
На презентации книги «Та Таганка»

- «Владимир Высоцкий» /сценическая композиция и постановка Ю. Любимова/.
- 1990 год
  - «Самоубийца» /пьеса Н. Эрдмана/. Постановка Ю. Любимова, режиссёры Б. Глаголин, В. Смехов. — Аристарх Доминикович Голощапов
- 2013 год
  - «Нет лет» /по стихотворениям Евг. Евтушенко/. Постановка В. Смехова.[32]
- 2015 год
  - «Флейта-позвоночник» /по стихотворениям Вл. Маяковского/. Постановка Г. Аксёновой.[33]

### Политеатр
- 2012 год
  - «Волны» /по произведениям В. Сорокина/. Постановка Э. Боякова[34].
  - «Память места» /Поэтический моноспектакль/.
  - «Двенадцать» /Поэтический вечер-перформанс/[35].

### Гоголь-центр
- 2016 год
  - «Пастернак. Сестра моя — жизнь». Постановка М. Диденко[36].
- 2022 год
  - «Берегите ваши лица». Постановка С. Савельева[37].

### МастерскаяБрусникина
- 2017 год
  - «10 дней, которые потрясли мир». Постановка М. Диденко

### Театр наций
- 2019 год
  - «Иранская конференция». Постановка В. Рыжакова[38].
- 2023 год
  - «Последнее лето». Постановка Д. Чащина[20]

### Театр «Практика»
- 2023 год
  - «Black & Simpson». Постановка К. Лиске[39].

## Театральная режиссура

### Оперные спектакли
- 1991 «Любовь к трём апельсинам» С.Прокофьев (Stadttheater Aachen, Аахен, Германия)[40]
- 1993 «Дон Паскуале» Г. Доницетти (Rokokotheater, Шветцинген, Германия)
- 1994 «Дон Паскуале» Г. Доницетти (Nationaltheater, Мангейм, Германия)
- 1996 «Кампьелло» Э. Вольф-Феррари /Гартнерплац-театр, Мюнхен, Германия)[41]
- 1997 «Дон Паскуале» Г. Доницетти (Гартнерплац-театр, Мюнхен, Германия)[41]
- 1998 «Пиковая дама» П.Чайковский (Национальная опера, Прага, Чехия)[42][43]
- 1999 «Фальстаф» Дж. Верди (Театр Оперы, Любек, Германия)[44]
- 2001 «Трагедия Кармен» Ж.Бизе-М.Констан (Stadttheater Aachen, Аахен, Германия)[45]
- 2006 «Фальстаф» Дж. Верди (Государственный театр им. Дворжака, Острава, Чехия)[46]
- 2007 «Трагедия Кармен» Ж.Бизе-М.Констан (Государственный театр им. Дворжака, Острава, Чехия)[47]

### Драматические спектакли
- 1980 «Диксиленд» А.Брежнев (Молодёжный театр «Noorsoo», Таллинн)
- 1984 «Мы играем Маяковского» В.Смехов (Центральный Детский театр, Москва)
- 1993 «Дон Кихот» М.Булгаков /сценическая редакция И. Тавора и Ц. Лахава/ (Театр «Хан», Иерусалим, Израиль)[48]
- 1993 «Али-Баба» В.Смехов (Хайфа, Израиль)[48]
- 1995 «Голый король» Е.Шварц («Lookingglass Theatre Company», Чикаго, США)[49]
- 1996 «Горячее сердце» А.Островский (Драматический театр им. В. Ф. Комиссаржевской, Санкт-Петербург, Россия)
- 1999 «Самоубийца» Н.Эрдман (Студенческий театр университета Канзаса (США) — на английском языке (перевод Джона Фридмана))
- 2000 «Две сестры» В.Смехов (копродукция театров «Жиптис» (Марсель) и «Ле Феникс»(Валенсьенн), Франция)[50]
- 2000 «Красавец-мужчина» А.Островский («Пятый театр», Омск, Россия)[51]
- 2006 «Прости нас, Жан-Батист! (Журден-Журден)», («Мастерская Петра Фоменко», Москва, Россия)
- 2006 «Самоубийца» Н.Эрдман (Российский академический молодёжный театр, Москва, Россия)[52]
- 2013 «Нет лет» Е.Евтушенко (Театр на Таганке, Москва, Россия)
- 2019 «Королевский бутерброд» С.Маршак (Лондон, Великобритания)

## Фильмография

### Актёрские работы
- 1968 — Служили два товарища — барон Краузе
- 1969 — Воздух Совнаркома — Пестковский (нет в титрах)
- 1976 — Смок и Малыш — Смок (озвучил Владимир Ферапонтов)
- 1977 — Середина жизни — Денис
- 1978 — Д’Артаньян и три мушкетёра — Атос
- 1979 — В моей смерти прошу винить Клаву К. — дядя Сева
- 1983 — Сказка странствий — местный Дон Кихот
- 1984 — Фавориты луны — эпизод[53]
- 1986 — Семь криков в океане — барон Порто
- 1988 — Щенок — Александр, журналист «Комсомольской правды»
- 1990 — Ловушка для одинокого мужчины — кюре Максимен
- 1991 — Дура — Бенжамен Боревер
- 1992 — Ключ — Александр Браун
- 1992 — Мушкетёры двадцать лет спустя — Атос
- 1993 — Тайна королевы Анны, или Мушкетёры тридцать лет спустя — Атос
- 1993 — Завтрак с видом на Эльбрус — Сумароков
- 2004 — Бальзаковский возраст, или Все мужики сво… — Александр, ухажёр Сони
- 2007 — Капитанские дети — Лев Горейно, писатель
- 2008 — Монтекристо — Илья Орлов
- 2008 — Прилетит вдруг волшебник — Семён Семёнович
- 2008 — Возвращение мушкетёров, или Сокровища кардинала Мазарини — Атос
- 2009 — Предлагаемые обстоятельства — Георгий Струнин, режиссёр
- 2011 — Фурцева — Пётр Владимирович Богуславский
- 2011 — Контригра — барон фон Либенфельс, дядя Олафа
- 2013 — Продавец игрушек — Иван Поликарпович, профессор
- 2013 — Найти мужа в большом городе — Александр Гордеев, отец Лизы
- 2013 — Царевна Лягушкина — Константин Георгиевич Кащеев
- 2014 — Спираль — Якоб Арнольдович
- 2014 — Наследство — профессор Эрбер / Илья
- 2014 — Кости — Виталий Борисович Дейкевич
- 2015 — Мафия: Игра на выживание — Лука Сергеевич
- 2020 — Земля Эльзы — Леонид[54][55], диплом «За самый пронзительный актёрский дуэт» на фестивале экранизаций «Читка» (2019)[56]
- 2020 — Пассажиры — Олег Борисович Глебов, кинорежиссёр[57]
- 2021 — Казанова в России. Тайная миссия — Маттео Брагадин[58]
- 2022 — Этерна: Часть первая — Вальтер Придд, Повелитель Волн, герцог, отец Валентина и Джастина[59]
- 2024 — Незабудки — Юрий[60]
- 2024 — Назначение — профессор

### Телеспектакли
- 1965 — Комната
- 1965 — Четыре друга и волшебные тапочки
- 1969 — Хафиз
- 1971 — Двадцать лет спустя — Арамис
- 1972 — Волшебник из Шираза — Хафиз (также автор сценария и режиссёр)
- 1983 — Али-Баба и сорок разбойников — Мустафа (также автор сценария и текстов песен)
- 1983 — Месье Ленуар, который… — Виктор Ленуар
- 1984 — Жизнь и книги Александра Грина — Посетитель, Тильс, Билль, рыжий парень, сторож
- 1984 — Десять джазовых сцен по «Макбету» — Макбет
- 2002 — Лекарь поневоле — Сганарель
- 2013 — «Самоубийца» — чтец[61]
- 2016 — Возмутитель спокойствия — Гуссейн Гуслия[62]

### Режиссёрские работы
- 1967 — День Маяковского (телеспектакль)
- 1971 — Первые песни — последние песни (телеспектакль)[63]
- 1972 — Волшебник из Шираза (телеспектакль)[64]
- 1973 — Фредерик Моро (телеспектакль)[65][66]
- 1982 — Джентльмены из Конгресса (телеспектакль)
- 1985 — Сорочинская ярмарка (телеспектакль)[67]
- 2002 — Лекарь поневоле (телеспектакль)[68]
- 2013 — Кинозвезда между серпом и молотом (документальный фильм о Марине Ладыниной)[69]
- 2013 — Владимир Тендряков. Портрет на фоне времени (документальный фильм)[70]
- 2015 — Последний поэт великой войны (документальный фильм об Ионе Дегене)
- 2015 — Борис Заборов. В поисках утраченного времени (документальный фильм)
- 2016 — Единица хранения. Фильм 1-й. Александр Довженко и Юлия Солнцева (документальный фильм)
- 2016 — Единица хранения. Фильм 2-й. Элем Климов и Лариса Шепитько (документальный фильм)

### Сценарные работы
- 1967 — День Маяковского (телеспектакль)
- 1971 — Первые песни — последние песни (телеспектакль)
- 1972 — Волшебник из Шираза (телеспектакль)
- 1983 — Али-Баба и 40 разбойников
- 1985 — Сорочинская ярмарка (телеспектакль)
- 1995—1998 — Театр моей памяти (цикл из 30 документальных фильмов)
- 2011 — «Я пришёл к вам со стихами» (цикл из 8 поэтических телепередач)[71]
- 2012 — «Золотой век Таганки» (цикл из 8 документальных фильмов)[72]
- 2013 — Кинозвезда между серпом и молотом (документальный фильм о Марине Ладыниной)
- 2013 — Владимир Тендряков. Портрет на фоне времени (документальный фильм)
- 2014 — Театр на «Вулкане» (документальный фильм)[73]
- 2015 — «Послушайте!» (цикл из 6 поэтических телепередач)[74]
- 2015 — Последний поэт великой войны (документальный фильм об Ионе Дегене)[75]
- 2016 — Единица хранения. Фильм 1-й. Александр Довженко и Юлия Солнцева (документальный фильм)[76]
- 2016 — Единица хранения. Фильм 2-й. Элем Климов и Лариса Шепитько (документальный фильм)[77]
- 2019 — Ваш покорный слуга Иван Крылов (авторская программа)[78]
- 2019 — Алексей Фатьянов — поэт войны и мира (авторская программа)[79]
- 2020 — Александр Межиров. «Наш мир с войною пополам» (авторская программа)[80]

### Озвучивание
- 1971 — Хорошо! (по В. Маяковскому)
- 1970 — Поздний ребёнок — текст от автора
- 1973 — Маяковский о любви (телеспектакль) — читает стихотворения поэта
- 1978 — Человек, которому везло — закадровый текст
- 1979 — Звон уходящего лета — закадровый текст (нет в титрах)
- 1987 — Наедине с высотой (Советский спорт № 3) — диктор
- 2003 — Чаша (документальный фильм об Андрее Поздееве) — текст от автора
- 2003 — Хранят так много дорогого.., или Эрдман и Степанова: двойной портрет в интерьере эпохи — читает за Николая Эрдмана
- 2008 — Заложники будущего (документальный фильм о Давиде Бурлюке) — закадровый текст
- 2008 — Тонино Гуэрра. Теперь я чаще дома… — закадровый текст (стихи Т.Гуэрры)
- 2008 — Великий Новгород — Родина России (документальный фильм) — закадровый текст[81]
- 2009 — Великий Новгород в истории России (документальный фильм) — закадровый текст[82]
- 2009 — Полторы комнаты, или Сентиментальное путешествие на родину — текст от автора
- 2011 — Принимал участие в озвучивании альбома группы «Король и Шут» под названием «Праздник крови»[83] — закадровый текст
- 2012 — Принимал участие в озвучивании альбома группы «Король и Шут» под названием «На Краю»[83] — закадровый текст
- 2013 — Терезин. Код жизни (документальный фильм) — закадровый текст
- 2013 — Я — Зал — закадровый текст (голос Зала)
- 2014 — Театр на «Вулкане» — закадровый текст
- 2014 — Н.Эрдман «Самоубийца». Телевизионная фантазия — чтец
- 2015 — Борис Заборов. В поисках утраченного времени (документальный фильм) — закадровый текст
- 2016 — Единица хранения. Фильм 1-й. Александр Довженко и Юлия Солнцева (документальный фильм) — закадровый текст
- 2016 — Единица хранения. Фильм 2-й. Элем Климов и Лариса Шепитько (документальный фильм) — закадровый текст
- 2022 — Чук и Гек. Большое приключение (реж. А. Котт) — закадровый текст

#### Дубляж игрового кино
- 1974 — Агония — князь Андронников
- 1976 — Пастораль
- 1976 — Ответ знает только ветер — Кесслер
- 1982 — Избранные — доктор Фаусто
- 1983 — Поль Гоген
- 1987 — Претендент — Дино Кастелло
- 2017 — Смерть Сталина — Вячеслав Молотов (дубляж не вышел в свет в РФ)[84][85]

#### Озвучивание мультфильмов
- 1969 — Мистерия-Буфф (по В. Маяковскому)
- 1974 — Волшебник Изумрудного города — Бастинда
- 1975 — Какого рожна хочется?
- 1979 — Приключения капитана Врунгеля — Адмирал, командующий военно-морскими манёврами / диктор радио / репортёр
- 2014 — Лёля и Минька — текст от автора
- 2014 — Видеть музыку — Антонио Сверчинский
- 2022 — Рыба, дарящая надежду

## Избранные аудиокниги
- 1998 «Вий». Н. Гоголь
- 1998 «Двенадцать стульев» Ильф и Петров
- 1998 «Мастер и Маргарита». М. Булгаков
- 1998 «Народные русские сказки». Афанасьев, Александр Николаевич
- 1998 «Избранное». Д. Хармс
- 1998 «Сказки русских писателей» (А. Пушкин, В. Жуковский, С. Аксаков)
- 1998 «Пиковая дама». А. Пушкин
- 1998 «Одесские рассказы». И. Бабель
- 2004 «Самоубийца». Н. Эрдман
- 2005 «Когда я был Атосом. Юрий Любимов». В. Смехов (читает автор)
- 2005 «Шишкин лес». А. Червинский
- 2006 «Карусель». С. Маршак
- 2007 «Избранное». В. Маяковский
- 2007 «Пятая гора». П. Коэльо
- 2007 «По ком звонит колокол». Э. Хемингуэй
- 2007 «Колымские рассказы». В. Шаламов
- 2007 «Товарищам детям». Стихи советских писателей. (В. Маяковский, Ю. Владимиров, Саша Чёрный, Д. Хармс, В. Лебедев-Кумач)
- 2008 «Вальпургиева ночь». В. Ерофеев
- 2009 «Али-Баба и сорок разбойников». В. Смехов (читает автор)
- 2009 «Три мушкетёра». А. Дюма
- 2010 «Нетленки» (пьесы «Али-баба и 40 разбойников», «Жили-были Ёжики», «Ярты-Гулак», «Люди, куклы и предметы», читает автор).
- 2010 «Ангелова кукла». Э. Кочергин
- 2012 «Любовник смерти». Б. Акунин
- 2013 «Москва — Петушки». В. Ерофеев
- 2015 «В один прекрасный день» В. Смехов (читает автор)
- 2015 «Весенние перевёртыши». В. Тендряков
- 2016 «Собрание сочинений». В. Тендряков
- 2017 «Созвездие гончих псов и другие повести и рассказы». К. Паустовский
- 2018 «Шапка». В.Войнович
- 2019 «Сонеты». У. Шекспир
- 2019 «Мандат». Н. Эрдман
- 2019 «Город Солнца». Т. Кампанелла
- 2020 Рок-поэма «Моби Дик». Акт первый. — текст от автора[86]
- 2020 Рок-поэма «Моби Дик». Акт второй. — текст от автора
- 2020 «Сказки народов мира». Б. Акунин
- 2020 «Лепестки роз». А. Аррани
- 2020 «Полтава». А. Пушкин
- 2020 «Диспут». Г. Гейне

## Литературная деятельность
- В. Б. Смехов. Самое лучшее занятие в мире. — журнал «Юность» № 9, 1970.
- В. Б. Смехов. Записки на кулисах. — журнал «Юность», № 3, 1974.
- В. Б. Смехов. Служенье муз не терпит суеты. — журнал «Юность», № 9, 1976.
- В. Б. Смехов. Мои товарищи — артисты. — Л.: журнал «Аврора», № 5, 1980.
- В. Б. Смехов. В один прекрасный день… Повести и рассказы. — М.: Советский писатель, 1986. — 424 с. — 30 000 экз.
- В. Б. Смехов. Скрипка мастера. Библиотека «Огонька» № 37. — М.: Издательство «Правда», Огонёк, 1988. — 64 с. — ISSN 0132-2095
- В. Б. Смехов. Живой и только. Воспоминания о Высоцком. — Физкультура и спорт, Интерконтакт, 1990. — С. 112. — ISBN 9785278002963.ISBN 5278002964
- В. Б. Смехов. Таганка. Записки заключённого. — М.: Поликом, 1992. — 280 с. — ISBN 5885450013.
- В. Б. Смехов. Когда я был Атосом… (о съёмках т/ф «Д’Артаньян и три мушкетёра» и его продолжений). — М.: Московский актёр, 1999. — 143 с. — ISBN 1567150292.
- В. Б. Смехов. Мастер и Маргарита в стране чудес. — М.: Московский актёр, 2000. — 112 с. — ISBN 1567150373.
- В. Б. Смехов. Театр моей памяти. — М.: Вагриус, 2001. — (Мой 20 век). — ISBN 9785264005992.ISBN 5264005990
- В. Б. Смехов. Эйфоризмы. Плод досуга. Род недуга. — СПб.: Ретро, 2005. — 128 с. — ISBN 9785948550367.ISBN 5948550362
- В. Б. Смехов. В жизни так не бывает. Та Таганка. В 2-х томах. — М.: Время, 2008. — 640 с. — (Собрание сочинений). — ISBN 9785969103498.ISBN 5969103497
- В. Б. Смехов. Та Таганка. Али-баба и другие. В жизни так не бывает (Собрание сочинений в 3 томах). — М.: Время, 2010. — 1888 с. — (Самое время!). — ISBN 9785969105768.ISBN 5969105767
- В. Б. Смехов. Золотой век Таганки. — М.: Старое Кино, 2012. — 192 с. — ISBN 9785990382015.
- Сборник. воспоминания В. Б. Смехова // Отцу — с любовью. (Выпуск II) / Редактор Н. С. Литвинец, О. Никулина, В. В. Фёдоров, авт. идеи и рук. проекта А. Фин; фото Е. Рогов. — М.: Юный техник, 2012. — 224 с. — 2000 экз. — ISBN 9785900224046.
- Сборник. Я только малость объясню в стихе… Сборник стихов, стихотворений, песен, песенок и пародий, сочинённых в Театре на Таганке / редактор/составитель Е. Соловьёва. — М.: Вече, 2014. — 288 с. — 2000 экз. — ISBN 9785444421338.
- В. Б. Смехов. Записки на кулисах / редактор Г. Пиотровская. — М.: Старое Кино, 2016. — 256 с. — ISBN 9785990382039.
- Сборник. воспоминания В. Б. Смехова // «Всё не так, ребята…». Владимир Высоцкий в воспоминаниях друзей и коллег / Составитель И. Кохановский, предисл. Д. Быкова, художник А. Рыбаков, фото на переплёте Л. Мончмнский, редакция Е. Шубиной, редактор А. Шлыкова. — М.: АСТ, 2017. — 512 с. — (Великие шестидесятники). — 4000 экз. — ISBN 9785170986927.
- Н. Ю. Абгарян, С. Ю. Садальский, В. Б. Смехов , Р. М. Литвинова, В. С. Токарева, М. И. Арбатова, И. М. Губерман, Г. К. Каспаров, В. А. Шендерович, Е. В. Гришковец, В. Н. Войнович, Л. Е. Улицкая. Книга гастрономических историй, ради которой объединились те, кого объединить невозможно (сборник) / редактор: О. Тублина, составитель И. Машковская. — СПб.: Лимбус-Пресс, 2018. — 272 с. — (Книга ради которой...). — 3000 экз. — ISBN 9785837008177.
- В. Б. Смехов. «Здравствуй, однако…». Воспоминания о Владимире Высоцком / редактор: Е. Толстопятова. — М.: Старое Кино, 2018. — 272 с. — (Деятели культуры и искусства). — 3000 экз. — ISBN 9785990382046.
- В. Б. Смехов. Я крокодил. — М.: Альпина Паблишер, 2020. — 32 с. — (Занимательная зоология). — 3000 экз. — ISBN 9785961429992.
- В. Б. Смехов. Жизнь в гостях / редактор Е. Толстопятова. — М.: Старое Кино, 2020. — 848 с. — 3400 экз. — ISBN 9785990382053.

## Общественная позиция
Вениамин Смехов выступил против российского вторжения в Украину.